# Samarien

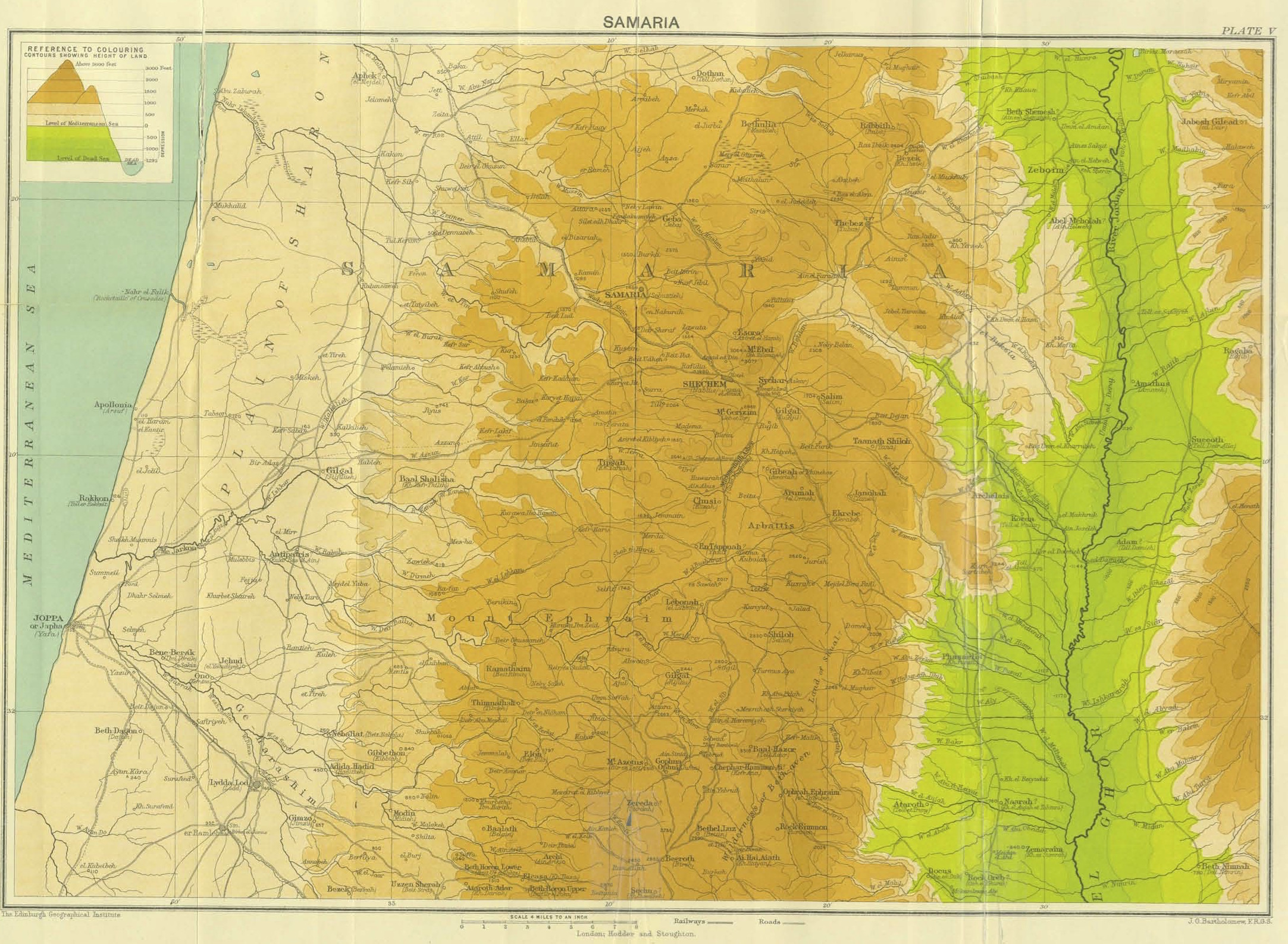
Karte von 1894

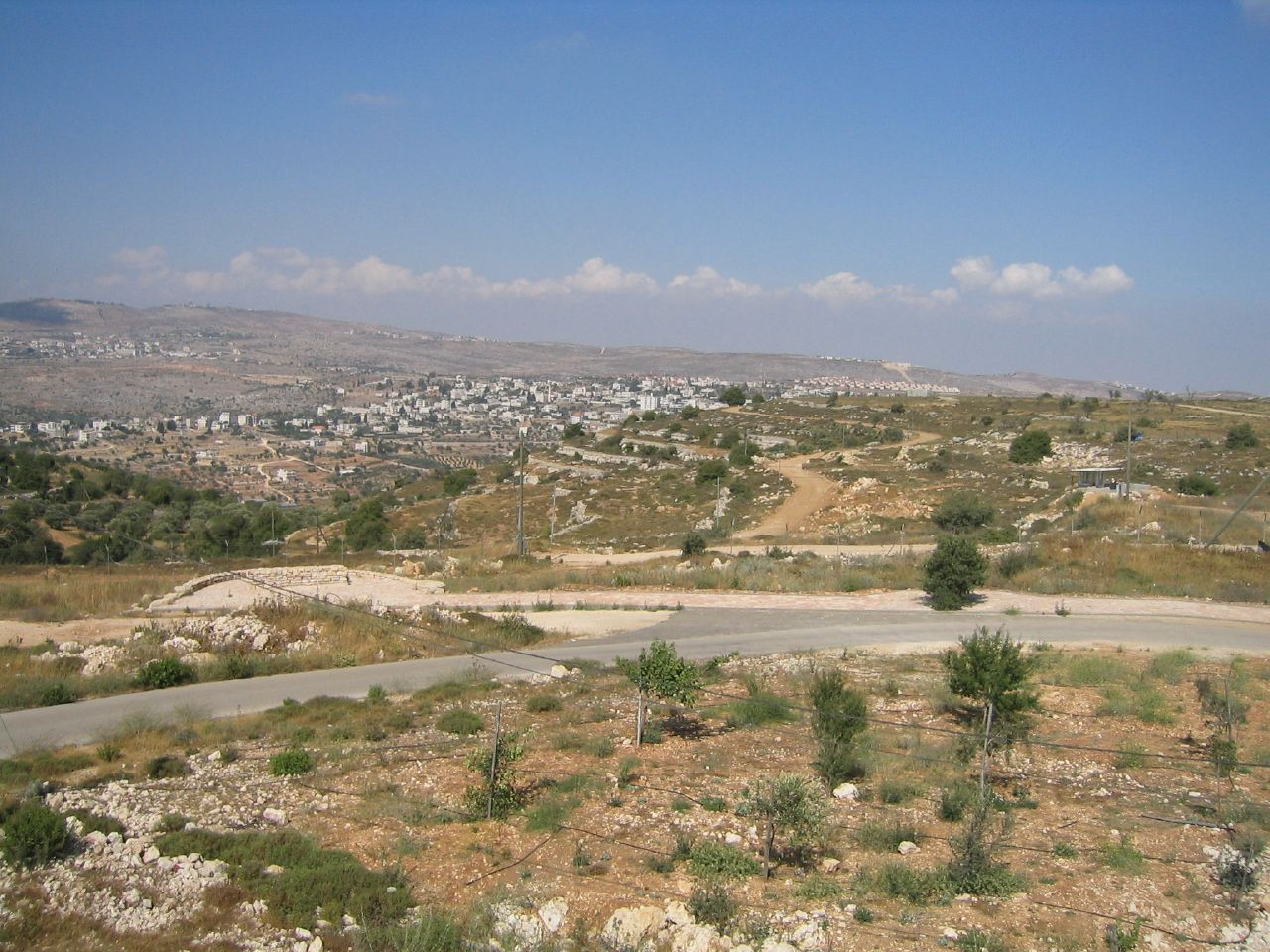
Landschaft in Samarien

Samarien (lat./engl. Samaria) bezeichnet geografisch im Wesentlichen den nördlichen Teil des heutigen Westjordanlands (Gebiet von Nablus). Der deutsche Name Samarien leitet sich ab von der griechischen Bezeichnung von Schomron (Plene: hebräisch שומרון, vokalisiert hebräisch שֹׁמְרוֹן Šomrōn, griechisch Σαμαρεία; davon abgeleitet arabisch ألسامرة as-Sāmara). Auf Arabisch heißt die Region auch Dschibal Nablus / جبال نابلس / Ǧibāl Nābulus, „Nablus-Gebirge“. Alle diese Namen entsprechen der Bergregion zwischen dem nördlicher gelegenen Galiläa und dem südlicheren Judäa.

## Das biblische Samarien
Das biblische Land Samarien ist aus der Abspaltung der zehn nördlichen Stämme Israels vom Königshaus David 926 v. Chr. hervorgegangen. Omri, der ca. 885–874 v. Chr. König des Nordreiches war, baute die Stadt Samaria als Hauptstadt des Nordreiches aus. Wegen seiner synkretistischen Religionspolitik wird er in der Bibel heftig kritisiert. Nur eine kleine Gruppe von JHWH-Gläubigen hat den Untergang des Königreiches überlebt.
Da diese Samariter den Tempelkult in Jerusalem ablehnten und eigene Opferstätten auf dem Garizim bevorzugten, wurden sie von den Israeliten des Südreiches und in Jerusalem nicht anerkannt, sondern besonders geringschätzig betrachtet (vgl. dazu auch Joh 4,1-41 ; Jesus und die samaritische Frau). Das ist der Hintergrund, wenn Jesus im neutestamentlichen Gleichnis vom Barmherzigen Samariter ausgerechnet einen Samariter als vorbildlich darstellt.

## Samarien heute

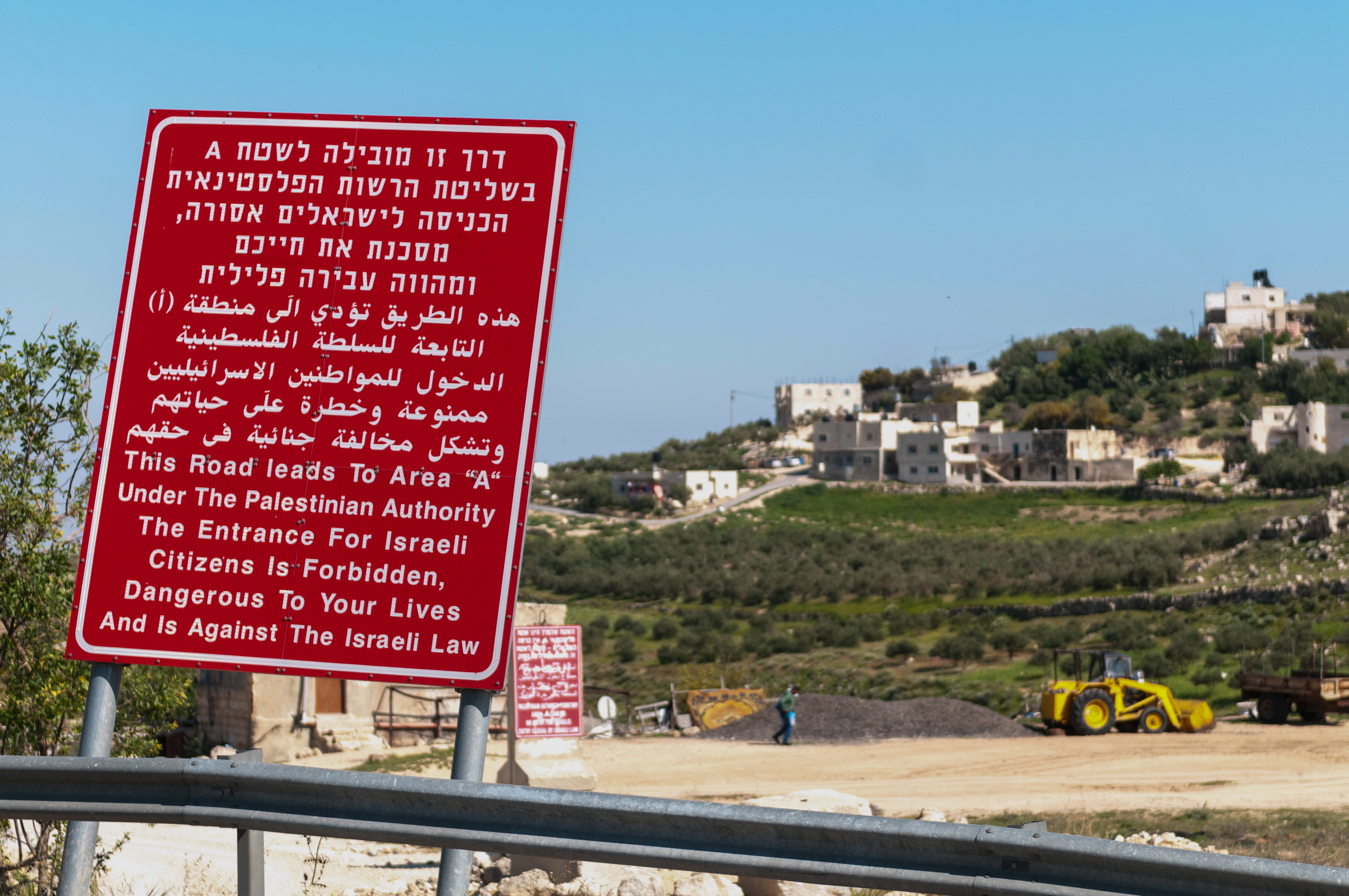
Zutrittsverbot der IDF für israelische Bürger zu einem Ort in Samarien (2016)

Samarien wird heute dem Westjordanland zugerechnet.
Israel bezeichnet das Westjordanland in Anlehnung an biblische Toponyme als Judäa und Samaria, was in direkter Transliteration auch als Jehuda und Schomron wiedergegeben werden kann. Mit der Regierung Netanyahu (seit 29. Dezember 2022) ist die Bezeichnung „israelisches Kernland“ in Regierungsäußerungen vorwiegend geworden.